# Talja Blokland
Talja V. Blokland (* 1971) ist eine niederländisch-deutsche Soziologin und Stadtforscherin. Seit 1. Februar 2009 hat sie als Nachfolgerin von Hartmut Häußermann die Professur für Stadt- und Regionalsoziologie am Institut für Sozialwissenschaften der Humboldt-Universität zu Berlin inne.

## Werdegang
Talja Blokland wurde 1971 geboren und ist in den Niederlanden aufgewachsen.
Nach ihrem Schulabschluss studierte sie Soziologie an der Erasmus-Universität Rotterdam und der Amsterdam School for Social Research, wo sie 1998 promoviert wurde. Durch ein Stipendium der Niels Stensen Stiftung konnte sie 1996 als Gastwissenschaftlerin an der New School for Social Research in New York City, der Yale University und der University of Manchester forschen. Zwischen 1998 und 2003 war sie Fellow in der Royal Netherlands Academy of the Arts and Sciences. Sie arbeitete dann als Senior Researcher und Abteilungsleiterin am OTB Institute for Housing and Urban development an der TU Delft und war Inhaberin der Stiftungsprofessur der Gradus Hendriks Stiftung an die Erasmus-Universität Rotterdam für „Community Development“. Zum Sommersemester 2009 nahm sie einen Ruf an die Humboldt-Universität zu Berlin an und übernahm Hartmut Häußermanns Lehrstuhl für „Stadt- und Regionalsoziologie“ am Institut für Sozialwissenschaften.

## Arbeit
Die Schwerpunkte ihrer Arbeit liegen im Bereich der Sozialtheorie, Relational Theory, Stadtsoziologie und Social Policy. Innerhalb der Stadtforschung liegt ihr Fokus auf städtischer Ungleichheit und Marginalisierungsprozessen. Ebenso forscht sie zu Place-Making-Prozessen, Nachbarschaftswandel und -zusammenhalt, sowie die Auswirkung dieser Prozesse auf das Sicherheitsempfinden von Stadtbewohnern.

## Schriften (Auswahl)
- Gemeinschaft als urbane Praxis, übersetzt aus dem Englischen von Hella Beister, transcript, Bielefeld 2024, ISBN 978-3-8376-6730-1.
- Leben zwischen Dreck und Drogen, Logos Verlag Berlin GmbH, 2021, ISBN 978-3-8325-5310-4; DOI:10.30819/5310.
- mit Vojin Serbedzija: Gewohnt ist nicht normal. Jugendalltag in zwei Kreuzberger Kiezen. Logos, Berlin 2018.
- Community as Urban Practice. John Wiley & Sons, New York 2017, ISBN 978-1-5095-0481-7.
- Networked Urbanism. Social Capital in the City. Hampshire: Ashgate Publishing Limited, 2008.
- Facing Violence: Everyday Risks in an American Housing Project. In: Sociology, 42 (4), 601–617, 2008.
- Urban Bonds. Polity Press. Cambridge, Oxford, Malden, 2003.